# Drayson Racing
Pour les articles homonymes, voir Drayson.

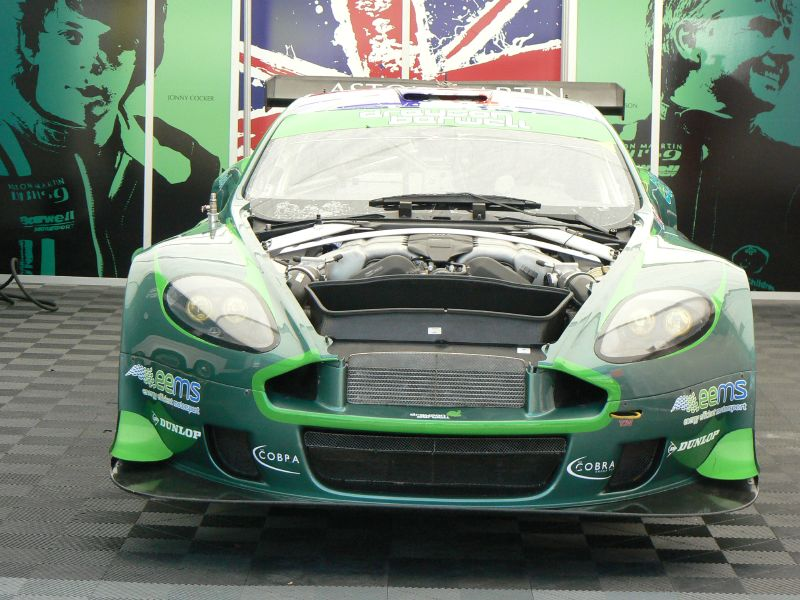
L'Aston Martin DBRS9 en 2008

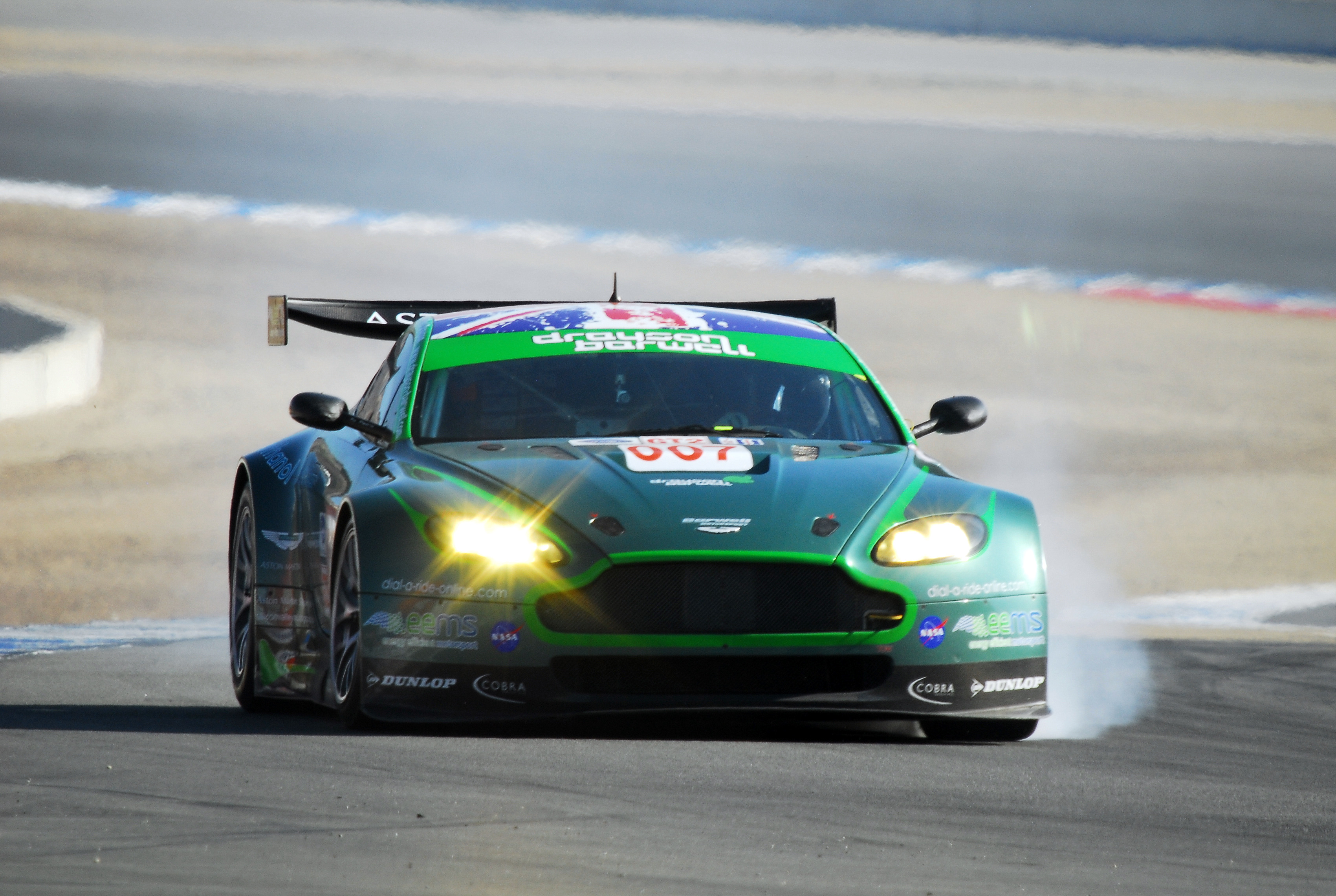
L'Aston Martin Vantage GT2 en 2009

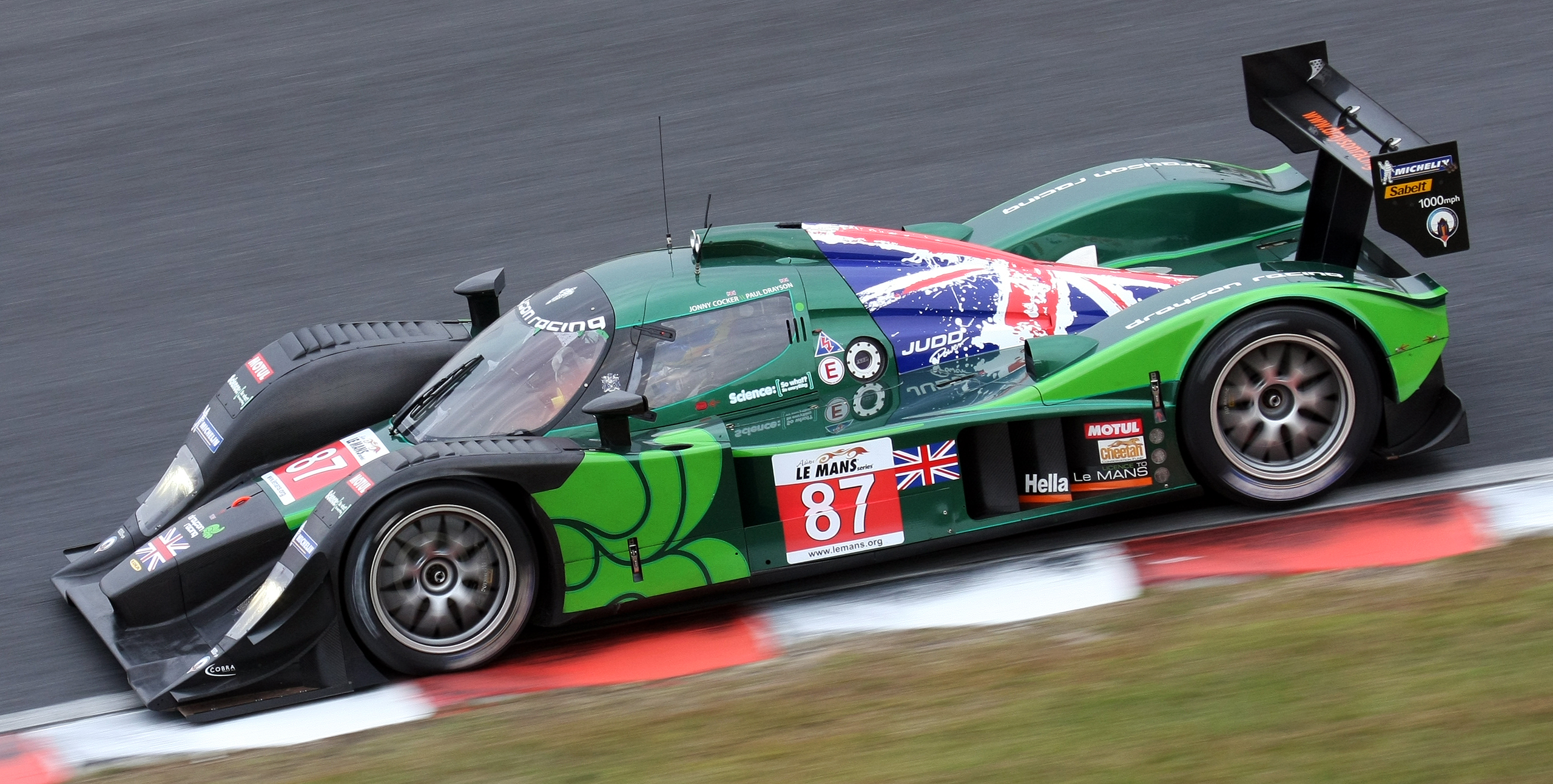
La Lola B09/60 en Asian Le Mans Series en 2009 à Okayama

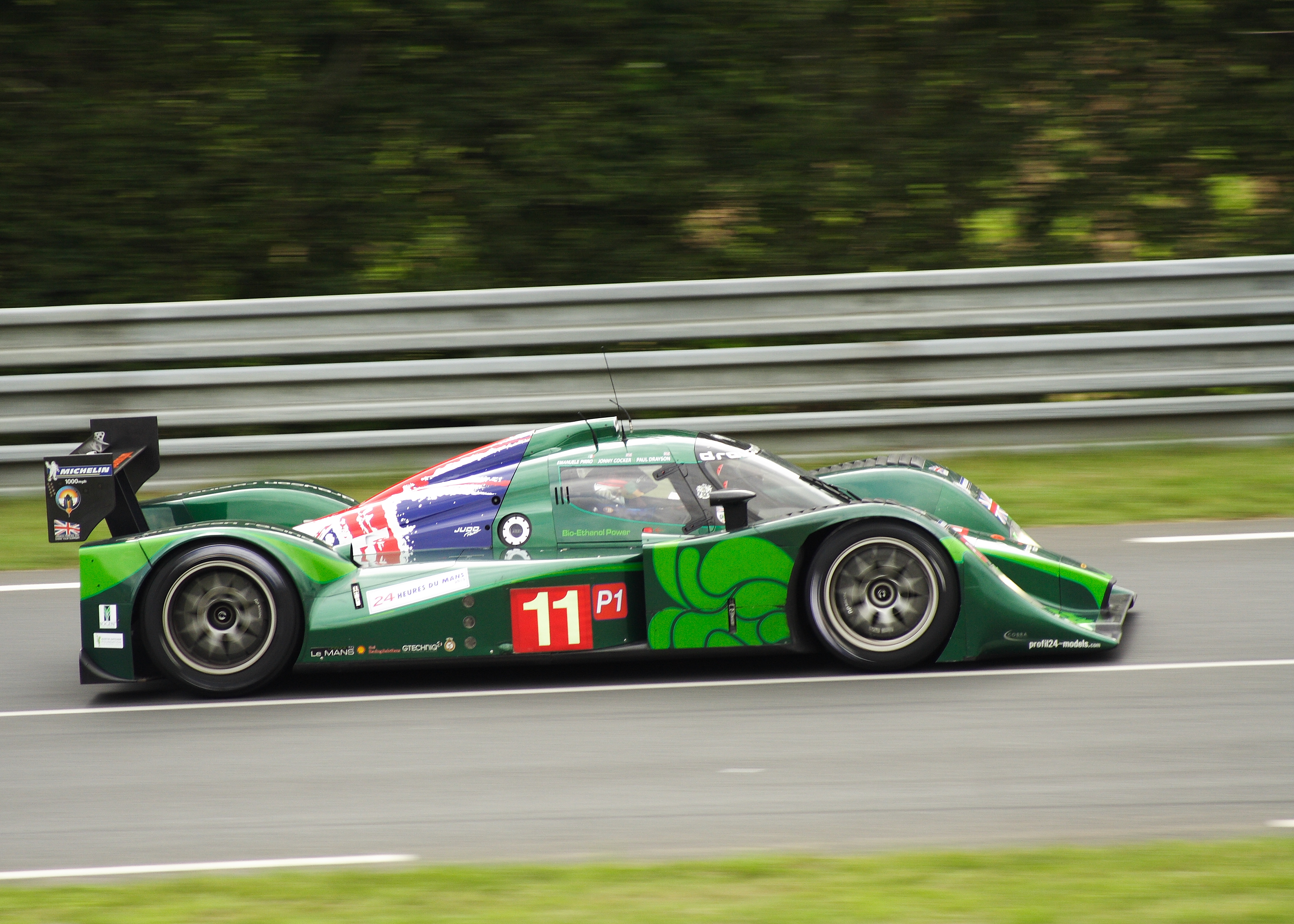
La Lola B10/60 en 2010

Le Drayson Racing est une écurie britannique de sport automobile basée à Gloucestershire et engagée dans le championnat American Le Mans Series et les 24 Heures du Mans. Elle est détenue par Eslpeth et Paul Drayson.

## Historique
Paul Drayson a fait fortune dans l'industrie pharmaceutique en revendant la société qu'il avait créé. Il entre au Gouvernement du Royaume-Uni en 2005 et occupe plusieurs postes ministériels jusqu'en 2010. Il commence à courir en 2004, crée son écurie en 2006 et consacre la totalité de son temps à la compétition automobile depuis son départ du gouvernement en 2010.
Conjointement avec Barwell Motorsport, le Drayson Racing débute en championnat GT britannique en 2006 avec une Aston Martin DBRS9. Dès la seconde saison, l'écurie termine deuxième avec les pilotes Paul Drayson et Jonny Cocker. En 2008, Drayson-Barwell participe aux American Le Mans Series avec une Aston Martin Vantage GT2 utilisant le carburant E85.
L'année 2009 verra une évolution avec l'engagement en ALMS d'un prototype LMP1, une Lola B09/60 à moteur Judd, tout en continuant la compétition avec l'Aston Martin Vantage GT2. l'équipe participe pour la première fois aux 24 Heures du Mans dans la catégorie GT2 et termine 33e et dernière des écuries classées.
Le prototype LMP1 est la seule voiture engagée en 2010 et la Lola B10/60 remplace la Lola B09/60 en cours de saison à partir des 24 Heures du Mans. Lors de cette course, l'écurie termine une nouvelle fois dernière mais n'est pas classée car n'a pas parcouru 70 % de la distance record atteinte par l'Audi R15 TDI victorieuse.
Après les 24 Heures du Mans 2010, la progression continue de la nouvelle Lola B10/60 permet à l'écurie de remporter la pole position à Mid-Ohio puis à Road America qui voit la première victoire générale de l'écurie et de la voiture en American Le Mans Series.
En 2011 l'écurie décide de se consacrer à l'EV Cup, premier championnat de véhicules électriques, avant de renoncer après la fin de la compétition, sans qu'aucune ne soit jamais disputée.
Drayson Racing se lance dans un tout nouveau projet en vue de la saison 2014-2015, en participant à la Formule E avant de déclarer forfait en juin 2014 et de laisser sa place à TrulliGP, tout en restant partenaire technique de cette écurie italienne.

## Palmarès
- American Le Mans Series
  - Vainqueur à Road America en 2010

## Pilotes
- Paul Drayson
- Jonny Cocker
- Tim Sugden
- Robert Bell
- Marino Franchitti
- Emanuele Pirro